# RSD-10
Il RSD-10 “Pioner” (in russo ракета средней дальности “Пионер?, Raketa Srednej Dal'nosti “Pioner”, Missile a medio raggio “Pioner”) è un missile balistico terra-terra a raggio intermedio provvisto di testata nucleare in dotazione alle Forze armate dell'Unione Sovietica dal 1976 al 1988.
Il nome con cui divenne noto fuori dall'URSS, SS-20, è quello assegnatogli a suo tempo dalla codifica NATO.
Esso fu, all'epoca, il missile di teatro più moderno schierato dalle Forze armate sovietiche e ne furono prodotti 650 esemplari.
Progettato come sostituto dei vecchi SS-4 Sandal ed SS-5 Skean, schierati in Europa dell'Est, garantiva il doppio della potenza distruttiva dei due sistemi precedentemente citati.

## Caratteristiche
Le caratteristiche tecniche parlano di un missile bistadio, con propulsione solida, basato sulla struttura degli SS-16, costruito facendo ricorso a materiali compositi, l'SS-20 fu dotato di un sistema di guida digitale e di uno giroscopico, il che, aggiunto ad un'avionica particolarmente avanzata ed alla possibilità di essere lanciato da una piattaforma mobile, conferì a quest'arma la fama di missile tattico definitivo.
L'SS-20 è stato prodotto in tre varianti, i modelli 1 e 3 furono dotati di testata singola mentre il modello 2 venne armato con tre testate indipendenti MIRV dalla potenza di 150 KT ciascuna. Il modello 2 divenne ben presto il missile di produzione
Nel 1979 fu testata anche una versione 3 modernizzata, la UTTKh. Essa mantenne le caratteristiche generali delle versioni precedenti, ma grazie al miglioramento della strumentazione e della piattaforma di lancio, questa versione poté migliorare significativamente le probabilità di riuscita dei lanci, la precisione delle testate ed incrementò la gittata massima che passò da 5 000 a 7000 km senza lederne la precisione.
Alla fine del 1986, le forze missilistiche sovietiche furono in grado di schierare 441 piattaforme di lancio del SS-20.
In definitiva, l'SS-20 era caratterizzato da tre caratteristiche fondamentali: era un'arma balistica, era mobile, e poteva portare testate multiple.

### Netto vantaggio sul Pershing II
Rispetto al Pershing II l'SS-20 aveva anch'esso una traiettoria balistica, ma con una maggiore velocità di punta, e soprattutto una gittata tripla. Inoltre continuava a vantare la capacità MIRV.
L'affidabilità di tutti questi missili era molto alta, come anche la precisione. A questo proposito, ---, ma anche questo possedeva una precisione sufficiente per quasi ogni tipo di bersaglio. Infine, tutti questi missili erano mobili, con lanciatori su veicoli ruotati, nel caso del BGM-109 quadrupli (ovvero, missili con testata singola ma lanciatore multiplo).

### SS-20: un missile potente, pesante e costoso
Poteva colpire molto più lontano del Pershing II e anche del BGM-109, oltre che attaccare diversi bersagli contemporaneamente, e una singola batteria, oltre al fatto di essere mobile, era capace di coprire un'area del diametro di 10000 km, corrispondente alla distanza tra Londra e Città del Capo. Ovviamente, i missili ICBM erano capaci di fare anche di più ma la particolarità del missile SS-20 era la mobilità, che rendeva praticamente impossibile distruggerlo con attacchi preventivi, e anche una singola batteria era quindi una grave minaccia, sebbene con testate meno potenti (a vantaggio di una maggiore gittata) del solito. L'unico problema pratico era la mancanza di una rete viaria sufficientemente sviluppata per consentire ai veicoli 12x12 la necessaria mobilità strategica.
La potenza degli SS-20, supportata da un'eccellente affidabilità di servizio (su oltre 60 lanci sperimentali, pare con pieno successo), dalla rapidità di sviluppo e dall'ingente produzione, faceva indubbiamente paura, e solo una soluzione politica poteva disinnescare questa situazione pericolosissima (nonostante tentativi in termini militari, come i bombardieri B-2 'cacciatori di missili mobili').

### Risposta della NATO: molti missili economici
La risposta della NATO, visibilmente preoccupata dalla micidiale precisione e potenza degli SS-20, fu sorprendentemente energica: il missile Pershing II fu dotato del sistema di guida TERCOM per la fase terminale di volo con un CEP ridotto a circa 45 metri per colmare il gap col suo rivale SS-20; ad esso fu affiancato dal 1983 lo schieramento di 464 missili da crociera mobili GRYPHON del tipo BGM-109 Tomahawk. Anche il Pershing II aveva la stessa capacità di mobilità dell'SS-20, con un tempo di volo stimato in 7 minuti per raggiungere il territorio sovietico e poco meno di 10 minuti per colpire Mosca. Ciò significava per gli Stati Uniti, in caso di attacco preventivo dall'Europa verso il territorio sovietico, possedere un enorme vantaggio di circa 15-20 minuti sul sistema di risposta comunicativo sovietico Signal (tra allarme di un attacco e ordine di un lancio di rappresaglia).

## Bandito dal trattato INF del 1987
Questo missile fu bandito, assieme agli equivalenti occidentali, dal trattato INF nel 1987, che prevedeva lo smantellamento dei missili tattici americani e sovietici con gittata dai 500 ai 5500 km. In seguito al trattato vennero smantellati 405 SS-20, 122 Pershing II e 322 Gryphon.
L'ultimo dei 650 SS-20 Saber venne eliminato nel 1991, chiudendo, assieme ad almeno altre 2 eccellenti armi sovietiche, l'SS-22 e l'SS-23, una carriera operativa di notevole successo.